# Maracon
Maracon − miejscowość i gmina (commune) w zachodniej Szwajcarii, w kantonie Vaud, w okręgu (district) Lavaux-Oron. Leży nad rzeką Broye. 1 stycznia 2003 do gminy przyłączono gminę La Rogivue.  

## Demografia
W Maraconie mieszka 546 osób. W 2022 roku 13% populacji gminy stanowiły osoby urodzone poza Szwajcarią.